# Giovanni Tacci Porcelli

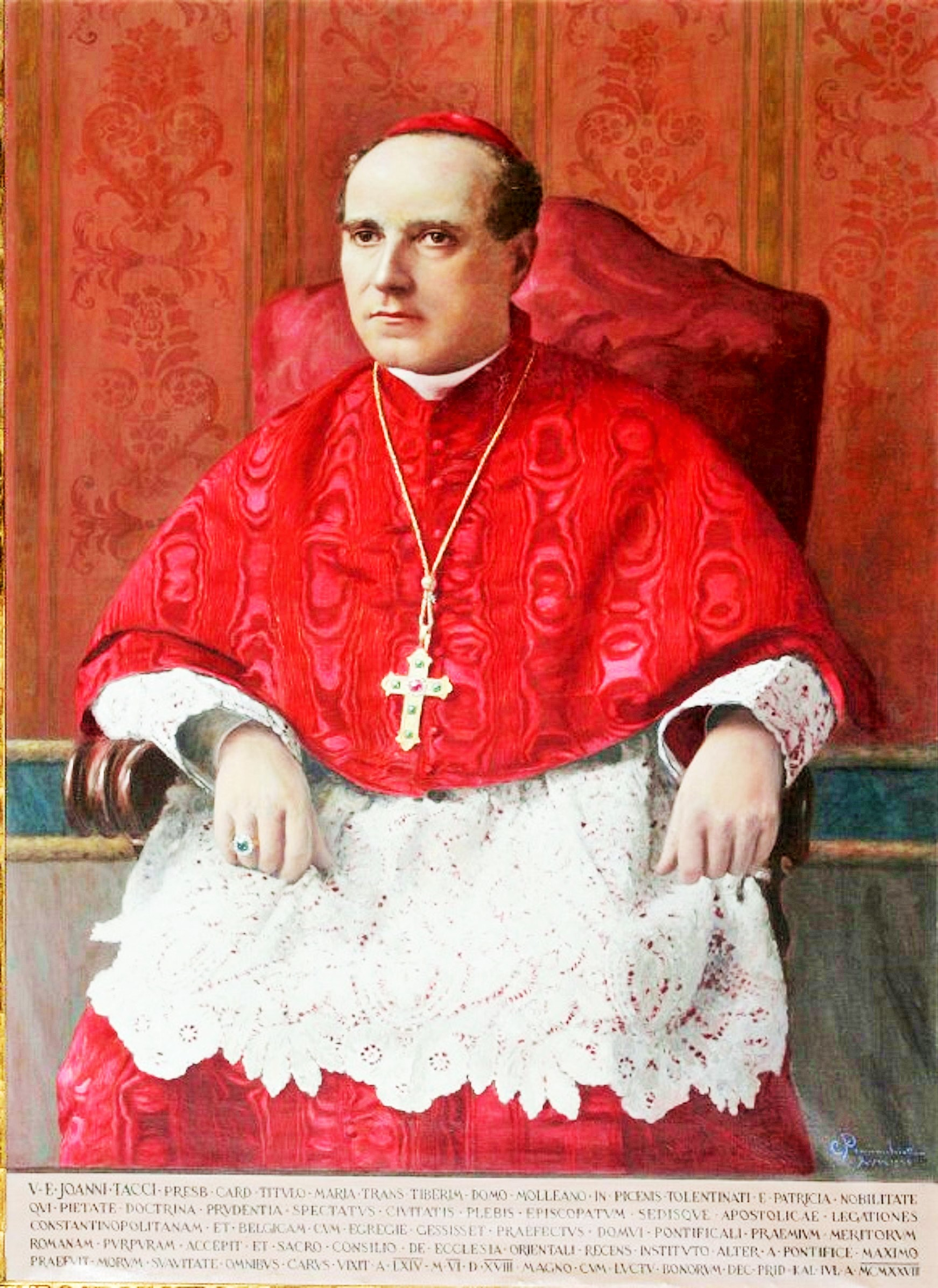
Giovanni Kardinal Tacci Porcelli (1928)

Giovanni Kardinal Tacci Porcelli (* 12. November 1863 in Mogliano, Italien; † 30. Juni 1928 in Rom) war Bischof von Città della Pieve und Diplomat des Heiligen Stuhles.

## Leben
Giovanni Tacci Porcelli, ein Sohn des Professors Luigi Tacci und dessen Ehefrau Maria Monti Guarnieri, erhielt seine philosophische und theologische Ausbildung in Tolentino und Rom, wo er 1887 in den Fächern Kanonisches Recht und Katholische Theologie promoviert wurde. Am 19. September 1886 empfing er das Sakrament der Priesterweihe und wurde anschließend als Gemeindeseelsorger eingesetzt. Daneben arbeitete er als Dozent und Rektor in der Priesterausbildung. Er gehörte der Kommission für die Päpstlichen Schulen an und betreute mehrere Abteien.
1895 ernannte Papst Leo XIII. Tacci zum Bischof von Città della Pieve. Die Bischofsweihe spendete ihm am 5. Mai 1895 in der Kathedrale von Fermo Amilcare Kardinal Malagola, Erzbischof von Fermo; Mitkonsekratoren waren Luigi Bonetti, Bischof von Montalto, und Roberto Papiri, Bischof von Macerata e Tolentino.
1904 wurde Giovanni Tacci Porcelli Apostolischer Delegat in Konstantinopel für die unierten Katholiken des östlichen Ritus sowie patriarchaler Vikar für die Katholiken des Lateinischen Ritus. Am 10. März 1905 wurde er zum Titularerzbischof von Nicaea erhoben, behielt aber sein Bistum als Erzbischof ad personam. 1907 ernannte ihn Papst Pius X. zum Apostolischen Nuntius in Belgien, 1911 zum Internuntius in den Niederlanden. 1916 wurde Giovanni Tacci Porcelli Präfekt des Päpstlichen Hauses, 1918 Präfekt des Apostolischen Palastes. Papst Benedikt XV. nahm ihn 1921 als Kardinalpriester mit der Titelkirche Santa Maria in Trastevere in das Kardinalskollegium auf. Er nahm am Konklave 1922 teil, bei dem Pius XI. zum Papst gewählt wurde. Von 1922 bis 1926 war er Sekretär der Kongregation für die orientalischen Kirchen.
Giovanni Tacci Porcelli starb am 30. Juni 1928 in Rom und wurde auf dem dortigen Friedhof Campo Verano beigesetzt.